# Strano il mio destino
Strano il mio destino è un brano musicale della cantautrice italiana Giorgia, 3º classificato al Festival di Sanremo 1996.
Il pezzo è contenuto nell'album Strano il mio destino (Live & studio 95/96). Autori del brano sono Giorgia e Maurizio Fabrizio.

## Storia
Al Festival, dopo aver eseguito il brano nella prima serata di martedì 20 febbraio 1996, Giorgia tornò sul palco nella terza serata di giovedì 22 febbraio, durante la quale le fu concesso da Pippo Baudo l'onore del bis.
Al termine della terza serata, il brano era in testa nella classifica parziale del gruppo di 10 campioni con 7.316 punti, davanti a Vorrei incontrarti fra cent'anni di Ron e Tosca, che poi avrebbero vinto il Festival.
Nella serata finale di sabato 24 febbraio, Giorgia fu la tredicesima ad esibirsi tra i campioni.
Al termine della serata, il brano risultò terzo con 17.881 punti totali dietro a Vorrei incontrarti fra cent'anni di Ron e Tosca (vincitori con 18.591 punti) e a La terra dei cachi di Elio e le Storie Tese (che totalizzarono 18.080 punti).
Durante lo speciale Arriva il Festival (in onda il 19 Febbraio e condotto da Pippo Baudo dal Casinò di Sanremo) e dopo la sua ultima esibizione a Sanremo, Giorgia dichiarò di avere avuto, due settimane prima del Festival, un incidente automobilistico. Per cui, visto il gesso, ebbe difficoltà a tenere il premio consegnatole dall'assessore e dal vicesindaco di Sanremo, consegnandolo all'inizio a Pippo Baudo.

## Tracce
Download digitale
1. Strano il mio destino - 4:16 (Giorgia, Maurizio Fabrizio)